# النفط في الوطن العربي
يعد الوطن العربي أغنى مناطق العالم بإنتاج النفط والاحتياطيات المؤكدة منه. ويعد النفط أبرز أشكال الطاقة في الوطن العربي.

## اكتشاف النفط في الوطن العربي
في عام 1908 اكتشف النفط بكميات تجارية لأول مرة في الوطن العربي في منطقة مسجد سليمان الواقعة شمال شرق الأهواز في إقليم عربستان. بعد ذلك، اكتشف النفط في حقل بابا كركر في كركوك عام 1927 تلاه اكتشاف النفط في البحرين عام 1932 في حقل جبل دخان.

## إنتاج النفط في الوطن العربي
يتميز إنتاج النفط في الوطن العربي بسهولة استخراجه مقارنة بمناطق أخرى من العالم وذلك بسبب قرب الآبار من سطح الأرض حيث يبلغ عمق الآبار ما بين 2000 و4000 متر مما يقلل كلفة إنتاجه.

## احتياطيات النفط في الوطن العربي
حسب تقديرات إدارة معلومات الطاقة الأمريكية، يبلغ الاحتياطي المؤكد للنفط داخل الحدود السياسية لأقطار الوطن العربي أكثر من 657 مليار برميل، وهو ما يمثل 39.5% من احتياطي النفط العالمي.

## النفط العربي والسياسة الدولية

### عربستان
أثار اكتشاف النفط في الوطن العربي مطامع القوى الغربية وتصارع القوى الإقليمية مما رفع الأهمية الاستراتيجية للمنطقة. على سبيل المثال، أدى ظهور النفط في عربستان ووجود شركة النفط الأنجلو-إيرانية إلى فقدان العرب في عربستان لسيادتهم واعتقال زعيمهم الأمير خزعل من قبل الدولة القاجارية التي مثلت السلطة المركزية في طهران بزعيمها الشاه رضا خان. تلى ذلك تغيير اسم المنطقة من عربستان إلى خوزستان وتغيير اسم المناطق العربية وفرض سياسات تمييزية ضد العرب في المنطقة رغم أنها تضم أكبر وجود للنفط في إيران. في نفس الوقت، ازدادت سلطة القبائل البختارية الواقعة إلى الشمال من عربستان حيث تحالفوا مع الشاه ومدوا نفوذهم إلى مركز صنع القرار في طهران.